# フライホイール・バッテリー
フライホイール・バッテリー（英: flywheel-battery）とは、エネルギーの保存方法の1つであり、電気が持つエネルギーを一時的に物理的な回転運動の運動エネルギーに変換することで保存しておき、後ほど電気が必要な時に回転運動から発電によって電気を得るものである。フライホイール・エネルギーストレージ（英: flywheel energy storage、 FES)ともいう。

## 概説

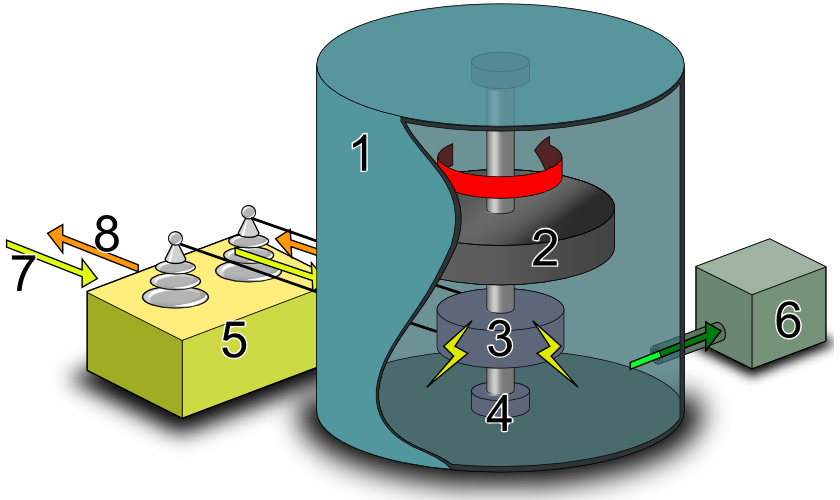
フライホイール・バッテリーの構造概略
1.容器 2.フライホイール（ローター） 3.発電機／モーター 4.軸受 5.インバーター 6.真空ポンプ 7.充電 8.放電

真空ポンプによって真空に保たれた格納容器の中に、フライホイール（ローター、回転体）とモーター兼発電機が1本の軸で自由に回転できるように取り付けられている。容器を真空に保つのは、フライホイールの回転抵抗を低くするためである。また、軸受にも非接触型の磁気軸受などを採用することで、回転における機械的抵抗を軽減している。磁気軸受には保守の手間を軽減するという利点もある。
フライホイールは比強度（材料強度を密度で割った値）の高いものが求められるため、炭素繊維強化樹脂 (CFRP)のような材質が使用される。モーター兼用の発電機はギャップを広めにとった強力な永久磁石を備えたブラシレスモータが使われる。モーター兼用の発電機は格納容器の外のインバーターに電線で接続され、充電時と放電時にはこれらが逆に働き、他の電池と同様に電気エネルギーを蓄えることができる。
特徴
- 単純な構造であり長寿命で保守が簡単
- 充放電に化学変化を用いる二次電池と比べ、低温時や反復使用による性能劣化がない
- 貯蔵エネルギー量が容易にわかる
- 事故発生に配慮した特別な安全対策が求められる
- 車両に搭載した場合、設置方向によっては、曲線通過時（カーブ時）にジャイロ効果によって車体の進行方法を変えづらくなることがある。
- 車両に搭載した場合、充放電により回転数が加減速するため、回転軸の方向によっては反作用により車両の姿勢に影響を及ぼす。ただしこれに関しては互いに逆方向に回転する2台のジャイロで相殺することも可能である。

## 使用例

### 自動車

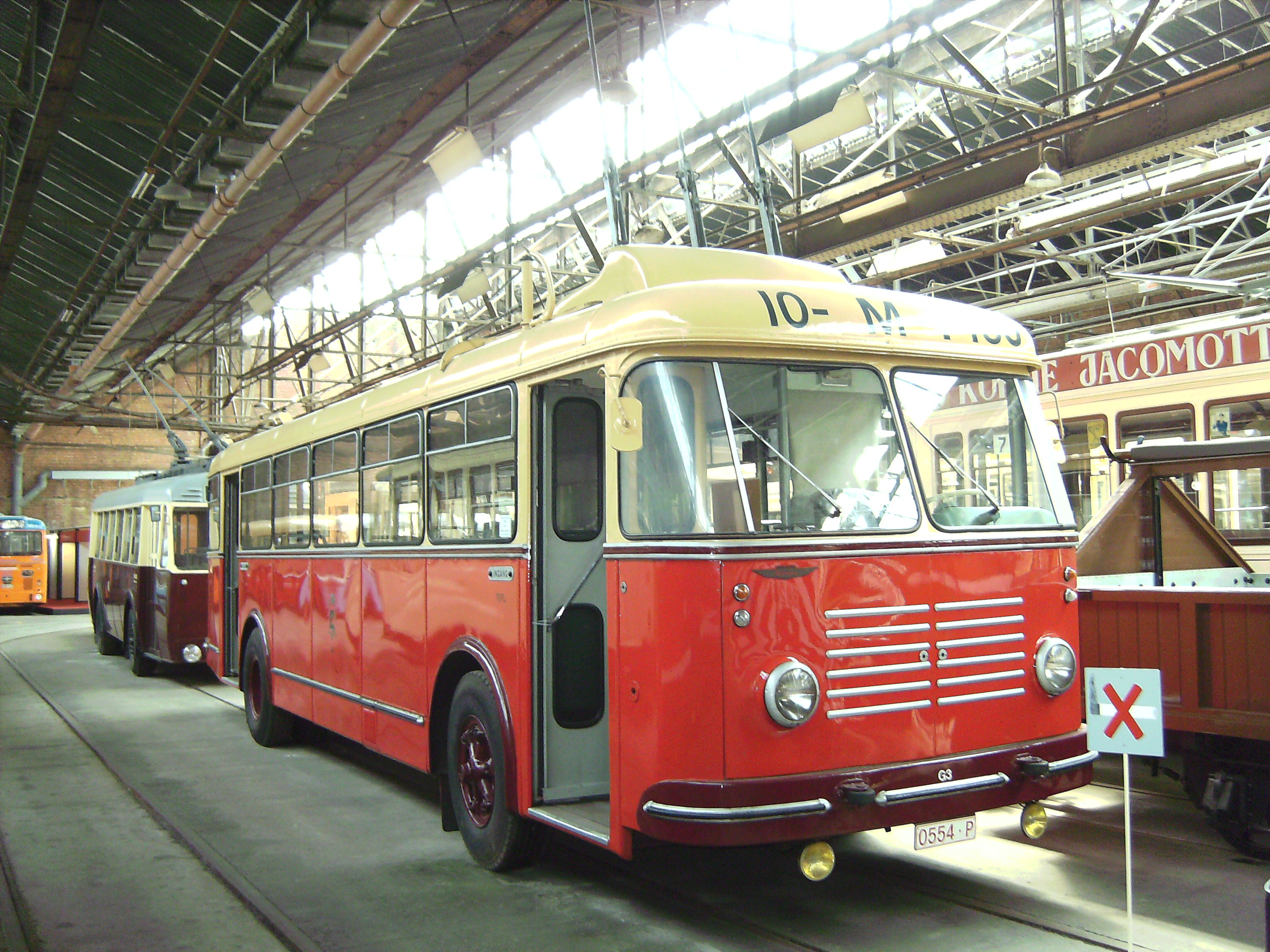
アントワープのFlemish 路面電車とバスの博物館にて保存されているジャイロバス G3

欧州では、ジャイロバスとして路線バスの運行に使用されたことがある。これは短期間で終了した。
本田技術研究所では、フライホイールバッテリーの試作が行われていた。100Whの容量で、50000rpmから25000rpmの回転数間で充放電を行った場合に充放電効率が86.3%を示した。
本田技術研究所のの試作例では、34.7 kgの本体重量で2.5万回転／分から5万回転／分程度の回転速度で250Whのエネルギーを保存して、最大出力15 kWを生み出した。充放電効率は93%以上でエネルギー密度は7.2 Wh/kg、出力密度は432 W/kgであった。
比較として、日産ディーゼル（当時、現「UDトラックス」）社製のキャパシタ・ハイブリッド中型トラックでは、エネルギー密度は6 Wh/kg、出力密度は600 W/kgであったので、ほぼ同等であるといえる。
ボルボは、S60の後輪部にフライホイール式KERSを搭載した車を試作し、評価していた。フライブリッド社の装置は、フライホイール本体重量が6ポンドでカーボンコンポジット製、最大60,000rpmまで回転する。フライホイール、CVT、油圧ユニット、バキュームポンプが組み合わされた状態で132ポンド（約60kg）の重量、最大出力は80馬力を示した。フライホイールの真空を保つため、バキュームポンプが用意されていた。本システムをスケールダウンしたものは、重量が44ポンド（約20kg）軽く、燃料消費量を30%削減する効果を有していた。
イギリスのRicardo社は、Kinergyという磁気カップリングを組み合わせたフライホイールバッテリーを開発した。フライホイールは最大60,000rpmで回転し、フライホイール部の真空を保つためのポンプやシールが不要となる技術を開発した。

### モータースポーツ

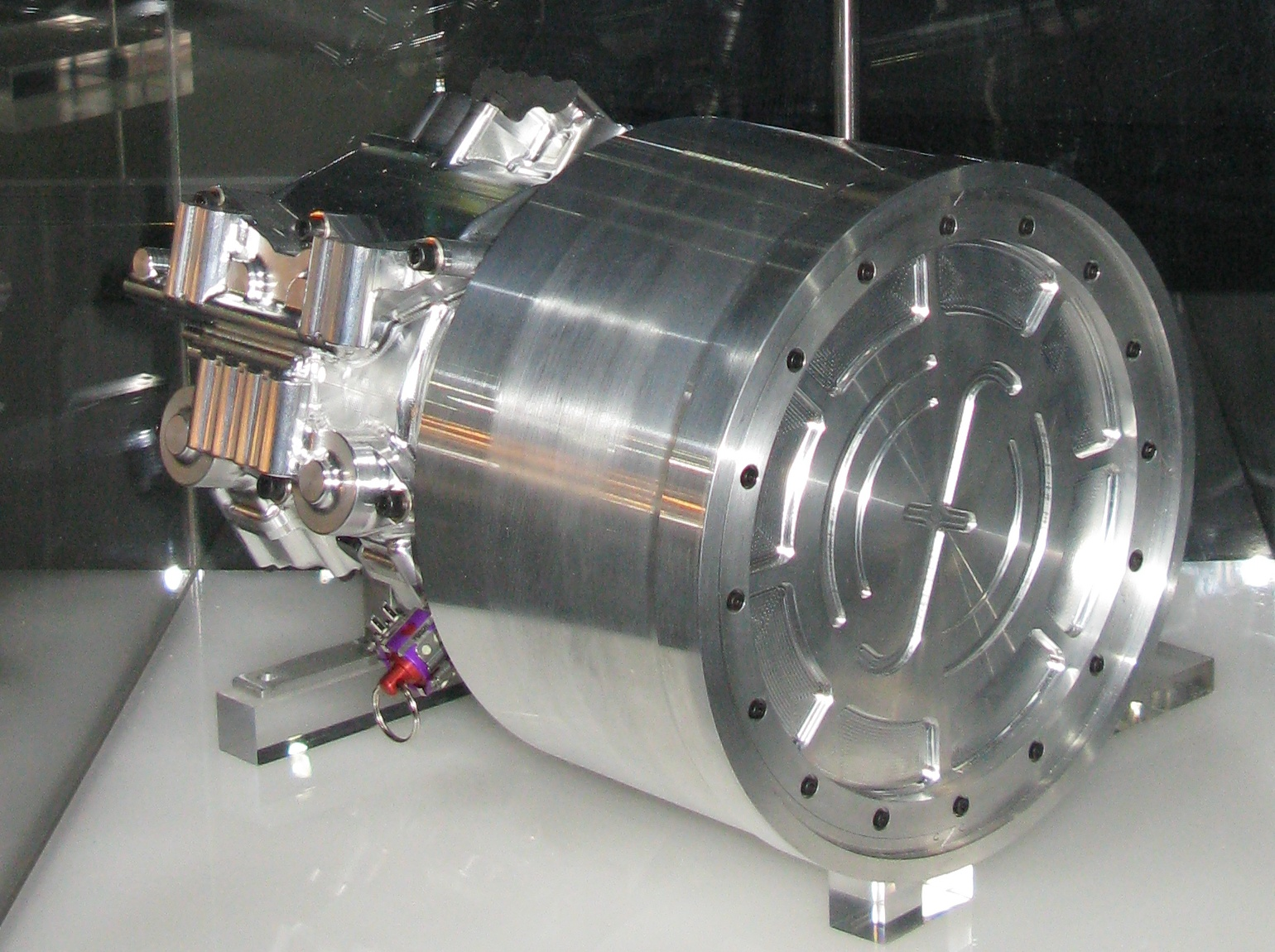
運動エネルギー回生システム (KERS)

自動車レースのF1では、2009年シーズンのレギュレーションから運動エネルギー回生システム(KERS)が導入され、多くのチームはバッテリーにエネルギーを充電する電気式KERSを採用したが、ウィリアムズはフライホイールを利用する機械式KERSを関連技術を持つ企業を買収した上で開発した。
結局、車体規則の変更によりフライホイールを車体内に収めることができなくなったため、ウィリアムズも電気式を選択したが、開発したシステムが耐久レースのアウディ・R18 e-torn クワトロに転用され、2012年のル・マン24時間レースにおいてハイブリッドカー初の総合優勝を果たした。
他にも世界各国で研究開発が進められている。

### 鉄道

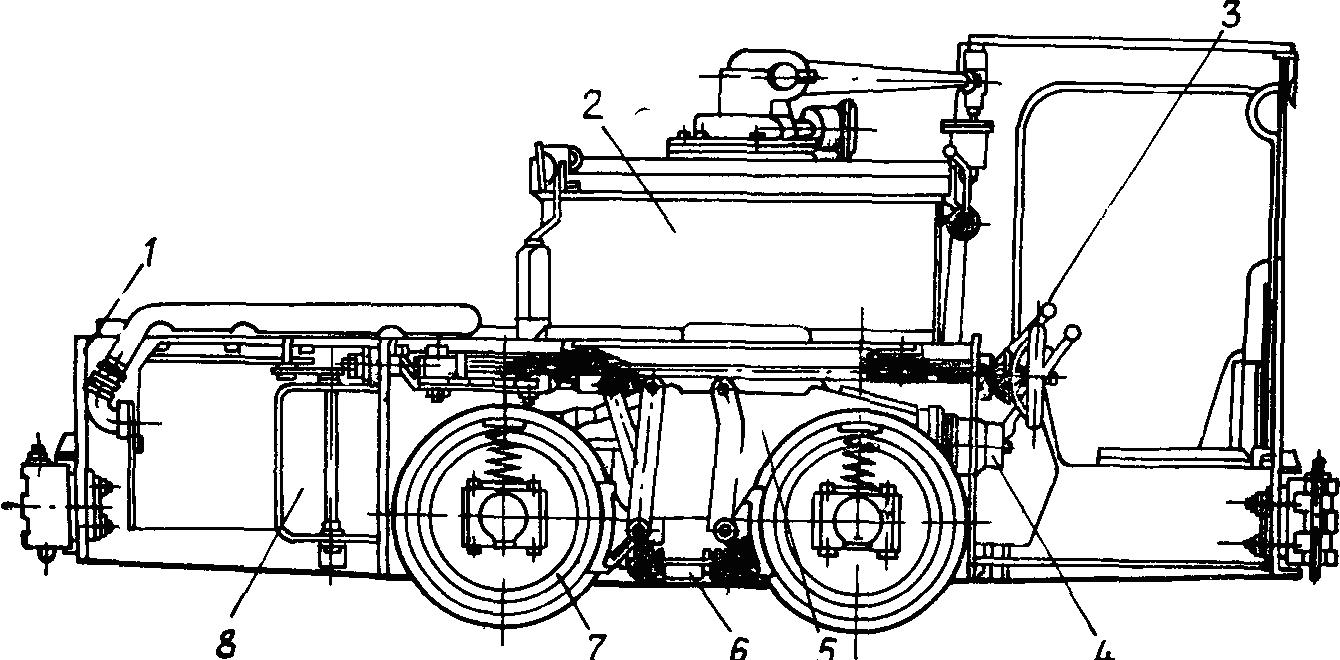
ジャイロコモティブ

1954年にエリコン社で鉱山鉄道用の機関車が製造された。当初はフランスのサン ピエールモンの鉄鉱石鉱山で運用されたが本領を発揮できず、スイスのゴンツェン鉄鉱山で1966年に閉山するまで運用され、1994年以降は動態保存される。
1988年8月には京浜急行電鉄が逗子線神武寺駅 - 新逗子駅（現：逗子・葉山駅）間にある逗子フライホイールポストに25 キロワット時・3,000 キロワットのものを設置して、鉄道の回生電力を貯蔵して有効活用するために用いている。これにより回生電力の12 パーセントの再利用を可能にしている。
コラディア LIREXの一部の車両は車体の上部にフライホイール・バッテリーを備える。

### 電力系統
電力系統の安定化を目的として、1996年には沖縄電力が58 キロワット時・26,500 kVAのシステムを導入している。風力発電の電力系統安定化を目的としたプロジェクトも存在する。

### その他 特殊な用途
そのほか、日本で実用に供されているものとしては、1985年に日本原子力研究所の核融合実験装置JT-60にコイル励磁・加熱用電源として導入された設備がある。2008年には、東京大学物性研究所に、日本原子力研究開発機構の核融合試験装置JFT-2Mのフライホイールが移設され、強磁場発生磁石の電源として稼動が始まった。

## ギャラリー

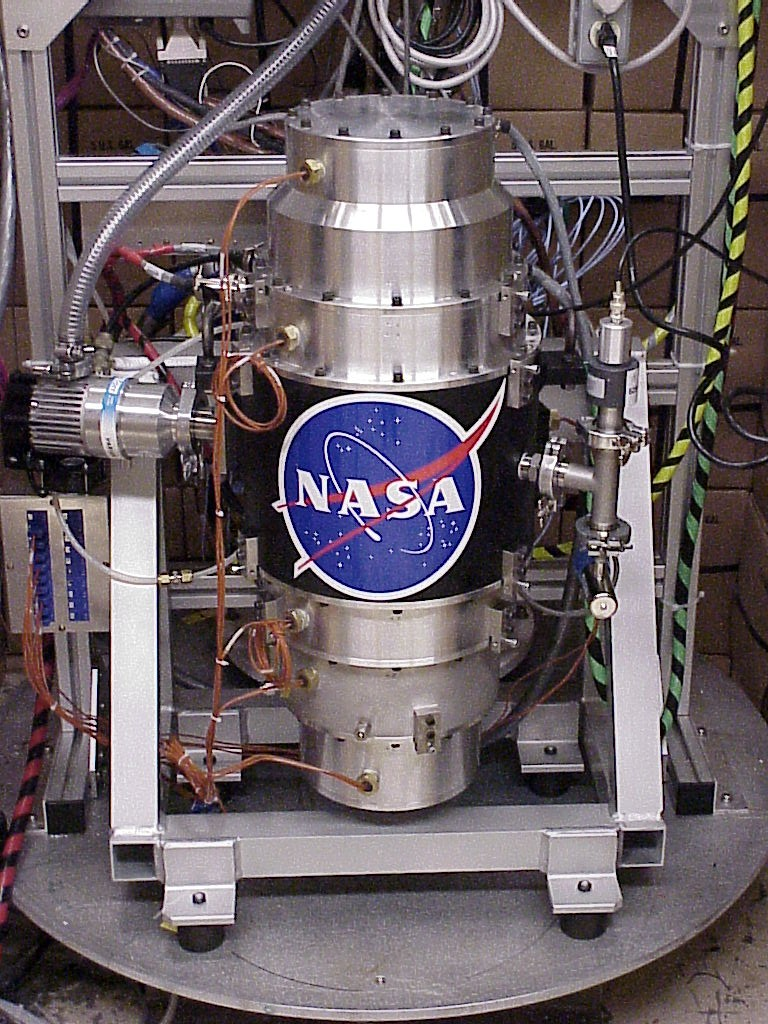
NASA G2 flywheel